# Bankenviertel

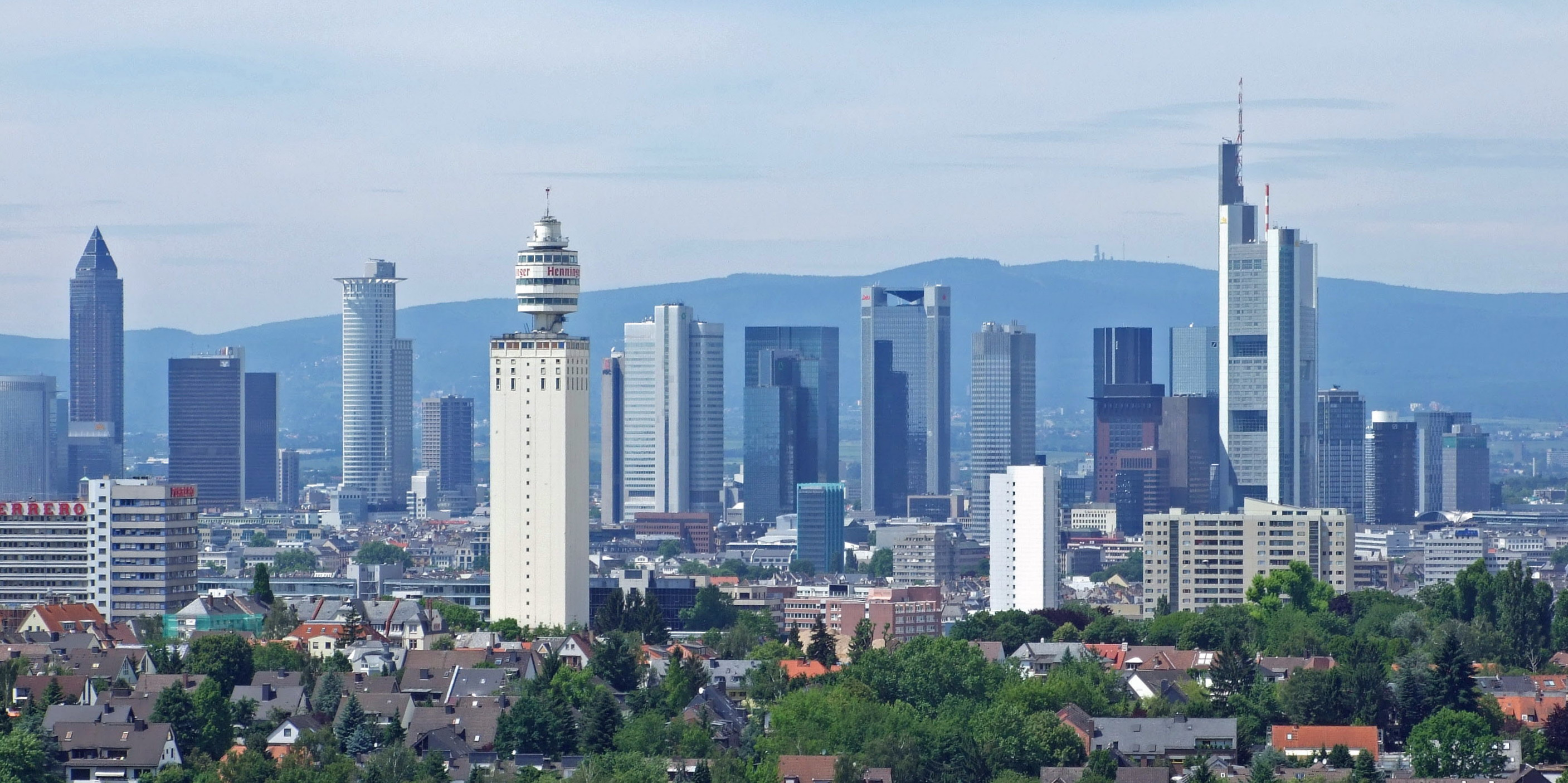
gezien vanuit het zuiden

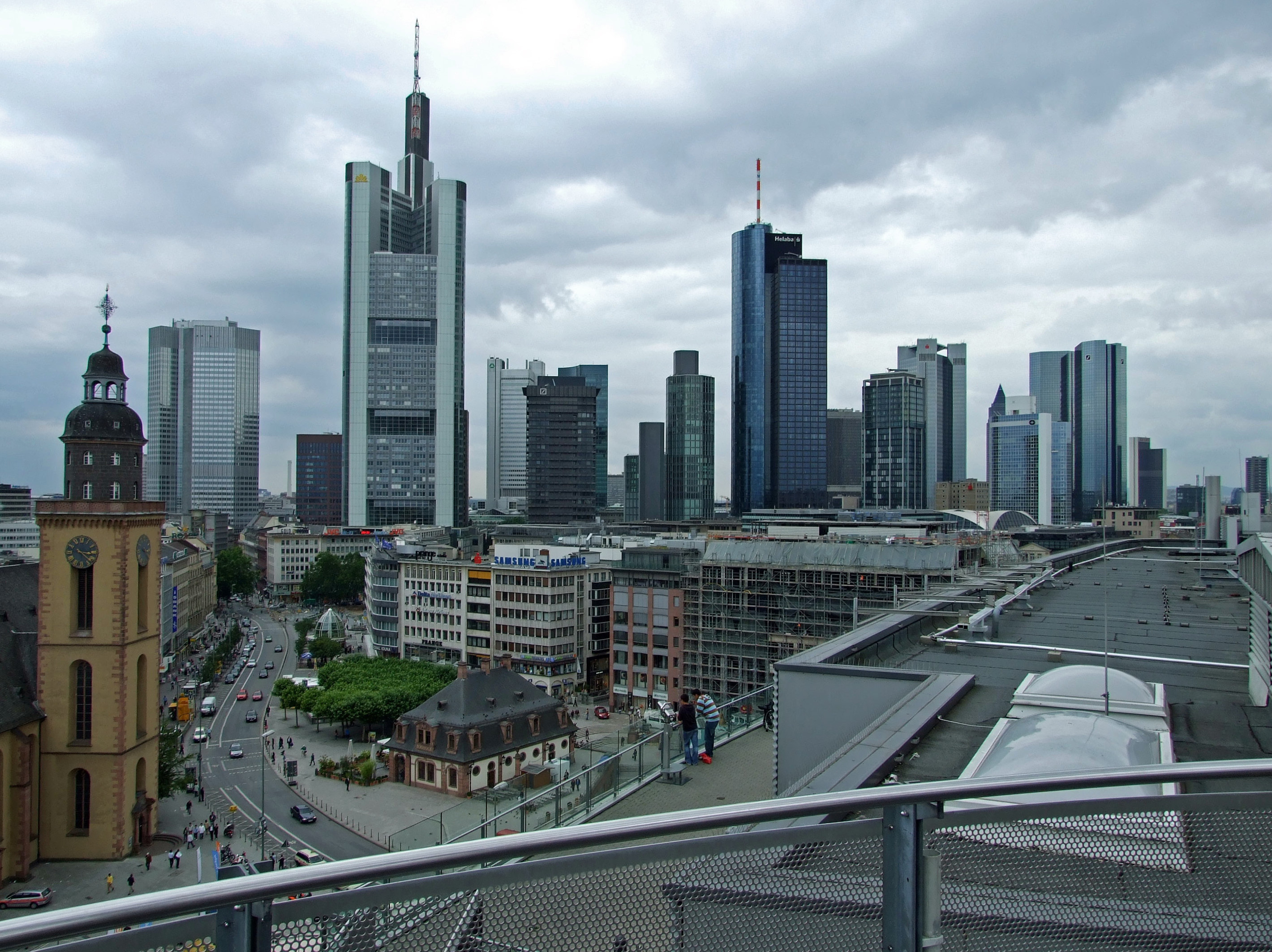
gezien vanuit het centrum (Hauptwache)

Het Bankenviertel (bankierswijk) is een gebied in het centrum van het Duitse Frankfurt am Main.
Het is geen officieel stadsdeel, maar het is een veel gebruikte benaming voor de beschrijving van het niet exact afgebakende gebied waar het merendeel van de grote banken van Duitsland hun hoofdkantoor hebben en waar veel buitenlandse banken hun kantoren hebben gevestigd. Het is de plek waar de meeste wolkenkrabbers van Frankfurt staan. Het Bankenviertel strekt zich uit over het westelijke deel van de Innenstadt, het zuidelijke deel van het Westend en het oostelijk deel van het Bahnhofsviertel. 
De meeste financiële instellingen in de Innenstadt bevinden zich op de Neue Mainzer Straße, Große Gallusstrasse, Junghofstraße en de omliggende straten. De Commerzbank, Citibank, Helaba en de Frankfurter Sparkasse zijn enkele van de bekende instellingen die hier gevestigd zijn. Frankfurts hoogste gebouw is de Commerzbank Tower met een hoogte van 259 meter, gelegen op de Kaiserplatz. De Maintower aan de Neue Mainzer Straße is de enige wolkenkrabber in de stad met een voor het publiek toegankelijk uitkijkplatform. Andere instellingen zijn gevestigd in Westend aan beide zijden van de Mainzer Landstrasse tussen Platz der Republik en Opernplatz, waaronder Deutsche Bank, DZ Bank en DekaBank. Het hoogste gebouw is Westendstraße 1 met 208 meter, het hoofdkwartier van DZ Bank. Het Bahnhofsviertel wordt gedomineerd door de Dresdner Bank met twee wolkenkrabbers, Silver Tower en Galileo. JPMorgan Chase is ook hier gevestigd.

## Openbaar vervoer
Het gebied is bereikbaar met het openbaar vervoer. Acht van de negen voorsteden S-Bahnlijnen bedienen de stations Hauptwache, Taunusanlage en Frankfurt Hauptbahnhof. Alle U-Bahn-lijnen hebben haltes in het gebied: U1-U3 bij Willy-Brandt-Platz en Hauptwache, U4 en U5 bij Willy-Brandt-Platz en Frankfurt Hauptbahnhof, U6 en U7 op Hauptwache en Alte Oper. De tramlijn 12 stopt bij Frankfurt Hauptbahnhof en Willy-Brandt-Platz, de lijnen 11, 16, 17 en 21 bedienen ook het Hauptbahnhof en Platz der Republik.